# Wrong Turn 6: Last Resort
Drum interzis 6 (titlu original: Wrong Turn 6: Last Resort) este un film american de groază din 2014 regizat de Valeri Milev. Rolurile principale au fost interpretate de actorii Anthony Ilott, Sadie Katz și Aqueela Zoll. Este al șaselea film din seria de filme Drum interzis. Filmul a fost lansat pe DVD pe 21 octombrie 2014.

## Prezentare
Danny este un tânăr cu probleme emoționale care moștenește un hotel izolat cu un trecut întunecat. În timpul călătoriei spre hotel, prietenii lui Danny sunt uciși unul câte unul de către o familie de canibali criminali. Danny  este pe cale de a face o descoperire îngrozitoare despre trecutul său...

## Distribuție
- Anthony Ilott ca Danny
- Sadie Katz ca Sally
- Aqueela Zoll  ca Toni
- Rollo Skinner ca Vic
- Billy Ashworth ca Rod
- Roxanne Pallett ca Jillian
- Chris Jarvis ca Jackson
- Rhys Coiro ca Three Finger
- Danko Jordanov ca Saw Tooth
- Asen Asenov ca One Eye
- Harry Belcher ca Charlie
- Luke Cousins ca Nick
- Joe Gaminara ca Bryan
- Talitha Luke-Eardley ca Daria